# Elipsoide de Poinsot

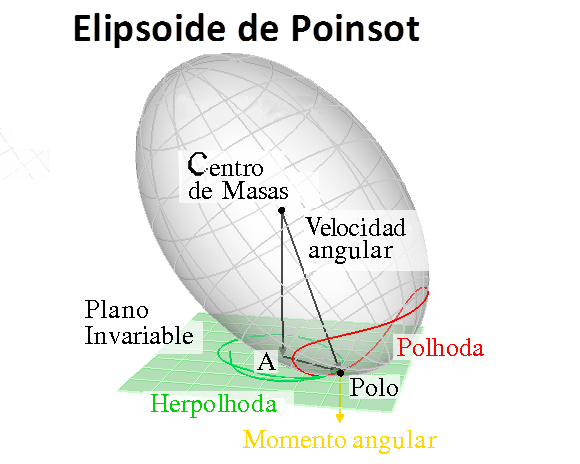
Elipsoide de Poinsot

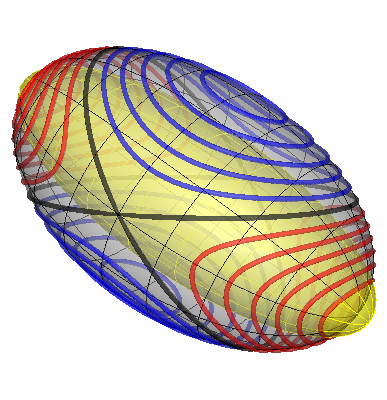
Elipsoide de Poinsot (de color gris) y sus polhodas, y elipsoide de rotación (amarillo)

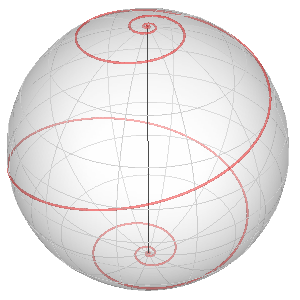
Trayectoria de un punto en el eje rojo alrededor del eje de momento angular (línea vertical) a lo largo de una loxodroma

En mecánica clásica, la construcción de Poinsot (en referencia al matemático francés Louis Poinsot) es un método geométrico para visualizar el movimiento de un cuerpo rígido giratorio no sometido a momentos de rotación, es decir, el movimiento de un cuerpo rígido sobre el cual no actúan fuerzas externas. Este movimiento tiene cuatro constantes: la energía cinética del cuerpo y las tres componentes del momento angular, expresadas con respecto a un sistema de referencia inercial.
El vector velocidad angular {\displaystyle {\boldsymbol {\omega }}} del cuerpo en rotación "no es constante", pero satisface las ecuaciones de Euler. Sin resolver explícitamente estas ecuaciones, Louis Poinsot pudo visualizar el movimiento del punto final del vector de la velocidad angular utilizando la conservación de la energía cinética y el momento angular como restricciones en la variación del vector de velocidad angular {\displaystyle {\boldsymbol {\omega }}}. Si el cuerpo rígido es simétrico (tiene dos momentos de inercia iguales), el vector {\displaystyle {\boldsymbol {\omega }}} describe un cono (y su punto final recorre un círculo). Este caso es conocido como el movimiento de precesión descrito por el eje de rotación de un sólido rígido, sin intervención de un par de fuerzas.

## Restricción de la energía cinética angular
La ley de conservación de la energía implica que, en ausencia de disipación de energía o de pares aplicados, la energía cinética angular {\displaystyle T\ } se conserva, por lo que {\displaystyle {\frac {dT}{dt}}=0}.
La energía cinética angular puede expresarse en términos del tensor de inercia {\displaystyle \mathbf {I} } y del vector de la velocidad angular {\displaystyle {\boldsymbol {\omega }}}
{\displaystyle T={\frac {1}{2}}{\boldsymbol {\omega }}\cdot \mathbf {I} \cdot {\boldsymbol {\omega }}={\frac {1}{2}}I_{1}\omega _{1}^{2}+{\frac {1}{2}}I_{2}\omega _{2}^{2}+{\frac {1}{2}}I_{3}\omega _{3}^{2}}
donde {\displaystyle \omega _{k}\ } son las componentes del vector velocidad angular {\displaystyle {\boldsymbol {\omega }}} respecto a los ejes principales del sólido rígido, e {\displaystyle I_{k}\ } son los momentos de inercia principales. Por lo tanto, la conservación de la energía cinética impone una restricción al vector tridimensional de la velocidad angular {\displaystyle {\boldsymbol {\omega }}}; en el marco del eje principal, y debe estar contenido en un elipsoide, llamado elipsoide de inercia.
Los valores de los ejes del elipsoide son la mitad del momento de inercia. El camino trazado en este elipsoide por el vector de la velocidad angular {\displaystyle {\boldsymbol {\omega }}} se llama polhoda (término acuñado por Poinsot a partir de las raíces griegas para expresar "camino del polo") y es generalmente circular o en forma de círculo alabeado.

## Restricción de momento angular
La ley de conservación del momento angular establece que en ausencia de pares de fuerzas aplicados, el vector del momento angular {\displaystyle \mathbf {L} } se conserva en un sistema de referencia inercial, y entonces
{\displaystyle {\frac {d\mathbf {L} }{dt}}=0}.
El vector del momento angular {\displaystyle \mathbf {L} } puede expresarse
en términos del tensor del momento de inercia {\displaystyle \mathbf {I} } y del vector de velocidad angular {\displaystyle {\boldsymbol {\omega }}}
{\displaystyle \mathbf {L} =\mathbf {I} \cdot {\boldsymbol {\omega }}}
lo que lleva a la ecuación
{\displaystyle T={\frac {1}{2}}{\boldsymbol {\omega }}\cdot \mathbf {L} .}
Dado que el producto escalar de {\displaystyle {\boldsymbol {\omega }}} y {\displaystyle \mathbf {L} } es constante, y que {\displaystyle \mathbf {L} } en sí es constante, el vector de velocidad angular {\displaystyle {\boldsymbol {\omega }}}
tiene una componente constante en la dirección del vector del momento angular
{\displaystyle \mathbf {L} }. Esto impone una segunda restricción al vector {\displaystyle {\boldsymbol {\omega }}}; en el espacio absoluto, debe estar en el plano invariable definido por su producto vectorial con el vector constante {\displaystyle \mathbf {L} }. El vector normal al plano invariable está alineado con {\displaystyle \mathbf {L} }. El camino trazado por el vector de la velocidad angular {\displaystyle {\boldsymbol {\omega }}} en el plano invariable se llama  'herpolhoda'  (acuñado a partir de las raíces griegas para expresar "camino del polo serpenteante").
La herpolhoda es generalmente una curva abierta, lo que significa que la rotación no se repite perfectamente, pero la polhoda es una curva cerrada (véase más adelante).
|  |  |  |

## Condición de tangencia y construcción
Estas dos restricciones operan en diferentes marcos de referencia; la restricción elipsoidal se mantiene en el marco del eje principal (giratorio), mientras que la constante del plano invariable opera en el espacio absoluto. Para relacionar estas restricciones, se debe considerar que el gradiente de la energía cinética con respecto al vector de la velocidad angular {\displaystyle {\boldsymbol {\omega }}} es igual al vector del momento angular {\displaystyle \mathbf {L} }
{\displaystyle {\frac {dT}{d{\boldsymbol {\omega }}}}=\mathbf {I} \cdot {\boldsymbol {\omega }}=\mathbf {L} .}
Por lo tanto, el vector normal al elipsoide de energía cinética en {\displaystyle {\boldsymbol {\omega }}} es
proporcional a {\displaystyle \mathbf {L} }, lo que también es cierto para el plano invariable.
Como sus vectores normales apuntan en la misma dirección, estas dos superficies se intersecarán tangencialmente.
En conjunto, estos resultados muestran que, en un marco de referencia absoluto, el vector de la velocidad angular instantánea {\displaystyle {\boldsymbol {\omega }}} queda definido por el punto de intersección entre un plano invariable fijo y un elipsoide de energía cinética, que es tangente al plano y gira sobre él sin deslizar. Esta es la "construcción de Poinsot".

## Deducción de las polhodas en el marco del cuerpo
En el marco del eje principal (que gira en el espacio absoluto), el vector del momento angular no se conserva incluso en ausencia de pares aplicados, pero varía según lo descrito por las ecuaciones de Euler. Sin embargo, en ausencia de pares aplicados, la magnitud {\displaystyle L\ } del momento angular y la energía cinética {\displaystyle T\ } se conservan
{\displaystyle L^{2}=L_{1}^{2}+L_{2}^{2}+L_{3}^{2}}
{\displaystyle T={\frac {L_{1}^{2}}{2I_{1}}}+{\frac {L_{2}^{2}}{2I_{2}}}+{\frac {L_{3}^{2}}{2I_{3}}}}
donde {\displaystyle L_{k}\ } son las componentes del vector del momento angular en los ejes principales, y {\displaystyle I_{k}\ } son los momentos principales de inercia.
Estas leyes de conservación son equivalentes a dos restricciones para el vector del momento angular tridimensional {\displaystyle \mathbf {L} }.
La energía cinética obliga a {\displaystyle \mathbf {L} } a descansar sobre un elipsoide, mientras que la restricción de momento angular limita {\displaystyle \mathbf {L} } para deba situarse en una esfera. Estas dos superficies
se cruzan describiendo dos curvas con la forma del borde de un taco, que definen las posibles soluciones
de {\displaystyle \mathbf {L} }. Esto demuestra que {\displaystyle \mathbf {L} }, y la polhoda, permanecen en un bucle cerrado, en el marco de referencia móvil del objeto.
Si el cuerpo gira sobre su eje principal intermedio, entonces la intersección del elipsoide y la esfera toma la forma de dos bucles que se cruzan en dos puntos, alineados con ese eje. {\displaystyle \mathbf {L} } finalmente se moverá de este punto en una de las cuatro pistas que parten de este punto, y se dirigirá al punto opuesto. Esto se refleja en {\displaystyle {\boldsymbol {\omega }}} sobre el elipsoide de Poinsot (véanse el vídeo adyacente y teorema del eje intermedio).
Esta construcción difiere de la construcción de Poinsot porque considera el vector del momento angular {\displaystyle \mathbf {L} } en lugar del vector de la velocidad angular {\displaystyle {\boldsymbol {\omega }}}. Esta construcción parece haber sido desarrollada por Jacques Philippe Marie Binet.

## Caso especial
En el caso general de rotación de un cuerpo asimétrico, que tiene diferentes valores del momento de inercia sobre los tres ejes principales, el movimiento de rotación puede ser bastante complejo a menos que el cuerpo gire alrededor de un eje principal. Como se describe en el teorema del eje intermedio, la rotación de un objeto alrededor de su primer o tercer eje principal es estable, mientras que la rotación alrededor de su segundo eje principal (o eje intermedio) no lo es. El movimiento se simplifica en el caso de un cuerpo axisimétrico, en el que el momento de inercia es el mismo con respecto a dos de los ejes principales. Estos casos incluyen la rotación de un esferoide (la forma de un balón de fútbol americano) o la rotación de un esferoide (la forma de una tortita). En este caso, la velocidad angular describe un cono, y la polhoda es un círculo. Este análisis es aplicable, por ejemplo, a la precesión de los equinoccios relacionada con la rotación de un planeta (el caso de un esferoide achatado).
Dos lunas de Plutón y muchos otros cuerpos pequeños del Sistema Solar tienen rotaciones irregulares.

## La construcción de Poinsot
La construcción de Poinsot se basa en la rotación de un cuerpo rígido sin la aplicación de fuerzas externas. Además de en condiciones de ingravidez, un cuerpo libre de fuerzas se puede materializar en un campo gravitacional suspendiéndolo de su centro de gravedad, como sucede por ejemplo en una suspensión cardán. En la rotación sin fuerzas externas, de la conservación de la cantidad de movimiento, de la energía cinética rotacional y del momento angular, se deducen las siguientes consecuencias:
1. La conservación del momento permite que el centro de masa del cuerpo se fije en el origen O de un sistema de referencia inercial, que será considerado como estático en todo lo que sigue.
2. Todas las velocidades angulares representadas vectorialmente con origen en el centro de masa O que mantienen la energía rotacional dada según la orientación del cuerpo, forman el elipsoide de Poinsot (de color gris en la primera figura). El punto final P de la velocidad angular en cada momento se denomina polo.
3. Debido a que la energía rotacional y el momento angular son constantes, la componente de la velocidad angular en la dirección del momento angular también es constante (flecha negra desde el centro de masa hasta el punto A).
4. La perpendicular en el polo al elipsoide de Poinsot es paralela al momento angular (flecha amarilla), de modo que desde el plano tangencial al elipsoide de Poinsot en el polo, tanto la distancia normal como la distancia desde el origen son constantes. Por lo tanto, el plano tangente (plano verde) es fijo y se llama plano invariable.

Si se marcan todos los puntos del elipsoide de Poinsot, que alguna vez son el polo, entonces se crea una polhoda (color rojo). Si se dibujan todos los puntos en el plano invariable que alguna vez son el polo, entonces se obtiene la herpolhoda (color verde).
Los elementos nombrados forman la construcción de Poinsot, y su transcurso temporal define un movimiento poinsotiano. Debido a que la velocidad angular tiene dimensión T−1, estos elementos deben escalarse con un factor de escala de dimensión L·T. Una vez que se hace este ajuste, el elipsoide de Poinsot es una superficie material, es decir, que los puntos materiales del cuerpo rígido permanecen en él, y el plano invariable es fijo en el espacio.
A continuación se enumeran y justifican algunas características del movimiento poinsotiano. En principio, se asumen tres momentos de inercia diferentes del cuerpo, considerándolo asimétrico. El caso especial de los momentos de inercia principales coincidentes se trata en la última sección.

### Componentes de la velocidad del polo
| La componente de la velocidad angular en la dirección del momento angular es constante |

En la rotación libre de fuerzas externas de un cuerpo, se conserva tanto su energía rotacional Erot como su momento angular {\displaystyle {\vec {L}}}. La primera se calcula a partir del segundo mediante su producto escalar con la velocidad angular:
{\displaystyle 2E_{\text{rot}}={\vec {L}}\cdot {\vec {\omega }}=L\omega \cos \varphi \quad \rightarrow \quad \omega \cos \varphi ={\frac {2E_{\text{rot}}}{L}}\,.}

### Polhoda

#### Polhoda epicicloide y pericicloide
La velocidad angular se ajusta a la conservación de energía en el elipsoide de Poinsot (gris en la segunda figura). Pero por otro lado, debido a la conservación del momento angular, también toca el elipsoide de conservación del momento angular, que en el sistema fijo del cuerpo contiene los puntos finales de todos los vectores de velocidad angular que conducen al mismo momento angular al cuadrado (amarillo). Las polhodas son las curvas de intersección de estos dos elipsoides y, como tales, son curvas cerradas circulares, elípticas o con forma de circunferencia alabeada que, como los elipsoides, son simétricas con respecto a los tres ejes principales de inercia. Las polhodas que se muestran en rojo en la segunda figura, se denominan polhodas epicicloidessegún la denominación acuñada por Arnold Sommerfeld y Felix Klein. Para ellos, L² < 2Θ2Erot, donde Erot denota la energía rotacional, L la magnitud del momento angular y Θ2 el momento medio central de inercia. Como de costumbre, los momentos de inercia principales se organizan de acuerdo con Θ1 < Θ2 < Θ3. Las curvas dibujadas en azul son las polhodas pericicloides, donde 2Θ2Erot < L². Entre las polhodas epi y periciloidales se encuentra la polododia divisoria o  separatriz (en color negro), que resulta de L² = 2Θ2 Erot, y consta de dos elipses que pueden ser consideradas como una curva compuesta.

#### Puntos de contacto de los elipsoides
Para una energía rotacional dada, el elipsoide de giro más pequeño posible toca al elipsoide de Poinsot en los puntos finales del eje mayor. Esta situación corresponde a una rotación uniforme sobre el eje principal de inercia con el momento principal de inercia "más pequeño", porque las longitudes de los ejes son inversamente proporcionales a los momentos de inercia principales. Aquí, el momento angular tiene la cantidad mínima compatible con la energía rotacional. Cuando el elipsoide de giro más grande posible toca al elipsoide de Poinsot en los puntos finales del eje más pequeño, tiene lugar una rotación uniforme sobre el eje principal de inercia con el momento de inercia principal más grande, y el momento angular ha alcanzado el máximo compatible con la cantidad de energía de rotación (véase características generales del movimiento de giroscopios sin fuerzas exteriores).

#### Movimientos rotativos y oscilantes
En el caso de una polhoda epicicloide, tiene lugar la rotación alrededor del eje 1, y el ángulo de rotación alrededor de este eje no está restringido. En la polhoda pericicloide, el ángulo de rotación alrededor del eje 1 varía entre dos valores extremos. En consecuencia, los movimientos epicicloidales se denominan "giratorios" y los periciloidales como "oscilantes".

#### Consideraciones de estabilidad
Si el polo está cerca, pero no en el eje más grande o más pequeño, permanece cerca de él, porque las polhodas rodean estos puntos finales. Esto es diferente en el caso de la separatriz, cuando un polo ubicado cerca pero no en el eje central, en una polhoda epicíclica o periciclica, se aleja significativamente de su posición inicial y tampoco se envuelve alrededor del eje. El eje más grande y el más pequeño marcan así ejes de rotación estables, mientras que el eje de rotación central es inestable.
En el caso de elipsoides muy aplanados o muy delgados, incluso un pequeño impacto puede llevar el polo lejos del eje principal de inercia, incluso si el movimiento se produce alrededor de uno de los ejes estables. Por lo tanto, un eje de rotación estable puede parecer inestable si el sólido posee momentos principales de inercia muy diferentes. Se puede deducir una medida de la estabilidad de los ejes de rotación a partir de las relaciones de los ejes de las elipses en las que aparece la polhoda cuando se ve desde la dirección de los ejes principales de inercia. Las velocidades angulares cumplen las dos ecuaciones
{\displaystyle {\begin{aligned}2E_{\text{rot}}=&\Theta _{1}\omega _{1}^{2}+\Theta _{2}\omega _{2}^{2}+\Theta _{3}\omega _{3}^{2}\\L^{2}=&\Theta _{1}^{2}\omega _{1}^{2}+\Theta _{2}^{2}\omega _{2}^{2}+\Theta _{3}^{2}\omega _{3}^{2}\,.\end{aligned}}}
La proyección de las curvas de corte en la dirección de uno de los ejes principales de inercia en un plano perpendicular a ella se realiza eliminando la componente de velocidad angular en la dirección del eje, indicando las ecuaciones
{\displaystyle {\begin{aligned}L^{2}-2\Theta _{1}E_{\text{rot}}=&\Theta _{2}(\Theta _{2}-\Theta _{1})\omega _{2}^{2}+\Theta _{3}(\Theta _{3}-\Theta _{1})\omega _{3}^{2}\\2\Theta _{2}E_{\text{rot}}-L^{2}=&\Theta _{1}(\Theta _{2}-\Theta _{1})\omega _{1}^{2}+\Theta _{3}(\Theta _{2}-\Theta _{3})\omega _{3}^{2}\\2\Theta _{3}E_{\text{rot}}-L^{2}=&\Theta _{1}(\Theta _{3}-\Theta _{1})\omega _{1}^{2}+\Theta _{2}(\Theta _{3}-\Theta _{2})\omega _{2}^{2}\end{aligned}}}
La primera y la tercera ecuaciones tienen solo coeficientes positivos, por eso describen elipses, de acuerdo con las relaciones entre cada dos de los ejes.
{\displaystyle s_{1}={\sqrt {\frac {\Theta _{2}(\Theta _{2}-\Theta _{1})}{\Theta _{3}(\Theta _{3}-\Theta _{1})}}},\qquad s_{3}={\sqrt {\frac {\Theta _{2}(\Theta _{3}-\Theta _{2})}{\Theta _{1}(\Theta _{3}-\Theta _{1})}}}}
La estabilidad disminuye cuanto más separadas están las relaciones entre los momentos de inercia, y se vuelve mayor cuando el giroscopio es simétrico con respecto a los ejes 1 y 3 respectivamente, porque entonces s1 = 1 y s3= 1.

### Separatriz
En la separatriz, L² = 2Θ2Erot y la segunda de las ecuaciones elípticas anteriores
{\displaystyle {\begin{aligned}2\Theta _{2}E_{\text{rot}}-L^{2}=0=&\Theta _{1}(\Theta _{2}-\Theta _{1})\omega _{1}^{2}+\Theta _{3}(\Theta _{2}-\Theta _{3})\omega _{3}^{2}\\\rightarrow \omega _{1}=&\pm {\sqrt {\frac {\Theta _{3}(\Theta _{3}-\Theta _{2})}{\Theta _{1}(\Theta _{2}-\Theta _{1})}}}\omega _{3}\end{aligned}}}
define dos líneas de origen en el nivel 1-3. Los planos que abarcan estas líneas y el eje 2 contienen la separatriz, que es una sección plana de un elipsoide que consiste en elipses (negro en la segunda figura). El movimiento muestra que un punto en el eje 2 en una loxodrómica, es decir, que gira infinitamente alrededor del eje de momento angular con una velocidad de rotación constante, según las ecuaciones de Euler. El polo se acerca a la asíntota en la intersección de las dos elipses con el eje 2, pero nunca las alcanza.

### Herpolhoda
Las herpolhodas trazan el camino del polo en el plano invariable. Dado que la componente de velocidad angular, que es perpendicular al momento angular del haz polar AP, y dado que la velocidad angular en sí misma varía entre dos valores extremos, las herpolhodas se encuentran entre dos círculos concéntricos alrededor del punto base A, proyección del centro de masa sobre el plano invariable. Las herpolhodas generalmente no están cerradas, por lo que el cuerpo en rotación no está obligado a volver a su posición inicial (como sí sucede en un giróscopo). A pesar de su denominación de camino serpenteante, la herpolhoda no tiene puntos de inflexión ni picos. El centro de curvatura siempre está orientado hacia el lado que rodea el punto de contacto A.
| Demostración |
| La velocidad angular se expresa en el sistema de los ejes principales {\displaystyle {\hat {g}}_{1,2,3}} fijado al cuerpo, y que se usa para calcular la base de vectores móvil de acuerdo con {\displaystyle {\vec {\omega }}=\sum _{i=1}^{3}\omega _{i}{\hat {g}}_{i}\quad {\text{und}}\quad {\dot {\hat {g}}}_{i}={\vec {\omega }}\times {\hat {g}}_{i}.} Se considera negativo el alejamiento respecto a los ejes principales, de modo que la velocidad angular ω 1,2,3 debe ser como máximo cero. La velocidad del polo es {\displaystyle {\dot {\vec {\omega }}}} y se calcula como: {\displaystyle {\dot {\vec {\omega }}}=\sum _{i=1}^{3}({\dot {\omega }}_{i}{\hat {g}}_{i}+\omega _{i}{\dot {\hat {g}}}_{i})=\sum _{i=1}^{3}({\dot {\omega }}_{i}{\hat {g}}_{i}+{\vec {\omega }}\times \omega _{i}{\hat {g}}_{i})=\sum _{i=1}^{3}{\dot {\omega }}_{i}{\hat {g}}_{i}.} debido a {\displaystyle {\vec {\omega }}\times {\vec {\omega }}={\vec {0}}.} Las aceleraciones angulares resultan de las ecuaciones de Euler: {\displaystyle {\begin{aligned}{\dot {\omega }}_{1}=&-{\frac {\Theta _{3}-\Theta _{2}}{\Theta _{1}}}\omega _{2}\omega _{3}=-p_{1}\omega _{2}\omega _{3}\quad {\text{mit}}\quad p_{1}:={\frac {\Theta _{3}-\Theta _{2}}{\Theta _{1}}}>0\\{\dot {\omega }}_{2}=&{\frac {\Theta _{3}-\Theta _{1}}{\Theta _{2}}}\omega _{3}\omega _{1}=p_{2}\omega _{1}\omega _{3}\quad {\text{mit}}\quad p_{2}:={\frac {\Theta _{3}-\Theta _{1}}{\Theta _{2}}}>0\\{\dot {\omega }}_{3}=&-{\frac {\Theta _{2}-\Theta _{1}}{\Theta _{3}}}\omega _{1}\omega _{2}=-p_{3}\omega _{1}\omega _{2}\quad {\text{mit}}\quad p_{3}:={\frac {\Theta _{2}-\Theta _{1}}{\Theta _{3}}}>0\end{aligned}}} Dado que, según este supuesto, como máximo una de las velocidades angulares es cero, las tres aceleraciones angulares nunca pueden desaparecer al mismo tiempo, de modo que el polo nunca puede permanecer estacionario y, por lo tanto, los herpolodas no tienen picos. Las relaciones p1,2,3 están todas en el intervalo abierto (0,1) porque los momentos principales de inercia satisfacen las desigualdades triangulares, y p2 es el mayor, porque: {\displaystyle {\begin{aligned}p_{2}-p_{1}=&{\frac {\Theta _{3}-\Theta _{1}}{\Theta _{2}}}-{\frac {\Theta _{3}-\Theta _{2}}{\Theta _{1}}}={\frac {(\Theta _{2}-\Theta _{1})(\Theta _{1}+\Theta _{2}-\Theta _{3})}{\Theta _{1}\Theta _{2}}}>0\\p_{2}-p_{3}=&{\frac {\Theta _{3}-\Theta _{1}}{\Theta _{2}}}-{\frac {\Theta _{2}-\Theta _{1}}{\Theta _{3}}}={\frac {(\Theta _{3}-\Theta _{2})(\Theta _{2}+\Theta _{3}-\Theta _{1})}{\Theta _{2}\Theta _{3}}}>0.\end{aligned}}} Die Beschleunigung des Pols ist {\displaystyle {\begin{aligned}{\ddot {\vec {\omega }}}=&\sum _{i=1}^{3}({\ddot {\omega }}_{i}{\hat {g}}_{i}+{\dot {\omega }}_{i}{\dot {\hat {g}}}_{i})=\sum _{i=1}^{3}({\ddot {\omega }}_{i}{\hat {g}}_{i}+{\vec {\omega }}\times {\dot {\omega }}_{i}{\hat {g}}_{i})=\sum _{i=1}^{3}{\ddot {\omega }}_{i}{\hat {g}}_{i}+{\vec {\omega }}\times {\dot {\vec {\omega }}}\end{aligned}}} con la sobreaceleración {\displaystyle {\begin{aligned}{\ddot {\omega }}_{1}=&-p_{1}({\dot {\omega }}_{2}\omega _{3}+\omega _{2}{\dot {\omega }}_{3})=p_{1}\omega _{1}(p_{3}\omega _{2}^{2}-p_{2}\omega _{3}^{2})\\{\ddot {\omega }}_{2}=&p_{2}({\dot {\omega }}_{3}\omega _{1}+\omega _{3}{\dot {\omega }}_{1})=-p_{2}\omega _{2}(p_{3}\omega _{1}^{2}+p_{1}\omega _{3}^{2})\\{\ddot {\omega }}_{3}=&-p_{3}({\dot {\omega }}_{1}\omega _{2}+\omega _{1}{\dot {\omega }}_{2})=p_{3}\omega _{3}(p_{1}\omega _{2}^{2}-p_{2}\omega _{1}^{2}).\end{aligned}}} Después de una serie de transformaciones elementales, resulta que {\displaystyle {\ddot {\vec {\omega }}}={\begin{pmatrix}-\omega _{1}[p_{3}(1-p_{1})\omega _{2}^{2}+p_{2}(p_{1}+1)\omega _{3}^{2}]\\\omega _{2}[(p_{3}(1-p_{2})\omega _{1}^{2}-p_{1}(p_{2}+1)\omega _{3}^{2}]\\\omega _{3}[(p_{1}(p_{3}+1)\omega _{2}^{2}+p_{2}(1-p_{3})\omega _{1}^{2}]\end{pmatrix}}} Los corchetes en los componentes primero y tercero son positivos y, dado que solo una de las velocidades angulares debe ser cero, la aceleración del polo nunca desaparece. El producto cruzado con la velocidad del polo permite calcular: {\displaystyle {\begin{aligned}{\dot {\vec {\omega }}}\times {\ddot {\vec {\omega }}}={\begin{pmatrix}\omega _{2}\omega _{3}[(p_{2}-p_{3})\omega _{1}^{2}+p_{1}(p_{2}+1)\omega _{3}^{2}+p_{1}(p_{3}+1)\omega _{2}^{2}]\\-\omega _{1}\omega _{3}[(p_{1}+p_{3})\omega _{2}^{2}+p_{2}(1-p_{3})\omega _{1}^{2}+p_{2}(p_{1}+1)\omega _{3}^{2}]\\\omega _{1}\omega _{2}[p_{3}(1-p_{1})\omega _{2}^{2}+p_{3}(1-p_{2})\omega _{1}^{2}+(p_{2}-p_{1})\omega _{3}^{2}]\end{pmatrix}}\end{aligned}}} El producto vectorial se anula cuando la aceleración y la velocidad del polo son paralelas y, por lo tanto, posiblemente se produce un punto de inflexión en la herpoloda. Sin embargo, los corchetes son todos positivos, por lo que no es posible que las tres componentes se anulen a la vez. La herpolhoda, por lo tanto, no puede tener un punto de inflexión. |

### Cuerpos giratorios simétricos
Para cuerpos giratorios simétricos, dos momentos principales de inercia coinciden, por lo que el elipsoide de Poinsot y el elipsoide de giro presentan simetría rotacional. La polhoda y la herpolhoda se convierten en circunferencias. Todas las velocidades angulares en la polhoda forman un cono, el "cono polar de referencia" y las velocidades angulares según la herpolhoda forman el "como polar móvil" (véanse las Ecuaciones de Euler). Un giróscopo simétrico alargado solo puede moverse epicicloidalmente, mientras que giróscopo simétrico aplanado solo puede moverse pericicloidalmente. Si la polhoda circular de un cuerpo alargado se proyecta sobre el plano invariable, queda por fuera de la circunferencia que forma la herpolhoda. Los puntos de la polhoda generan un movimiento epicicloidal alrededor de la herpolhoda. En contraste, la circunferencia de la polhoda de un giróscopo aplanado proyectada sobre el plano invariable, queda rodeada por la herpoloda, dibujando una pericicloide. Esto motiva el nombre del movimiento como epi o pericicloidal. Nunca puede darse el caso de que la polhoda quede dentro de la circunferencia de la herpolhoda, en cuyo caso el movimiento debería llamarse hipocicloidal.
En este caso, L designa el momento angular, ω es la velocidad de rotación y φ es un ángulo formado por el momento angular y la velocidad de rotación. En el lado derecho de la última ecuación aparece una constante del movimiento de rotación, por lo que en el lado izquierdo, la proporción de la velocidad angular en la dirección del momento angular, también es constante. Esta fracción determina la distancia del plano invariable desde el centro de masa (la distancia entre O y su proyección A sobre el plano invariable). De esta manera, la parte fija de la velocidad angular se corresponde con la distancia OA.
| Aunque la velocidad angular OA es constante, el haz polar AP "no gira" a una velocidad de rotación constante alrededor del eje OA |

Esto se debe a que el polo se desplaza no solo en el plano, sino que recorre el elipsoide de Poinsot.
| Una partícula del cuerpo rígido que coincide con el polo es estacionaria en ese momento |

Cada movimiento rígido del cuerpo puede descomponerse en una traslación de un punto de referencia y en una rotación respecto a un punto. Sea el punto de referencia el centro de masa, por lo que se considera que no se realiza ninguna traslación no uniforme en ausencia de fuerzas exteriores. El polo está ubicado en el eje de rotación cuya dirección está dada por la velocidad angular, y por lo tanto no gira en ese instante. Por lo tanto, cada partícula ubicada en el eje de rotación permanece en reposo momentáneamente. Sin embargo, la velocidad angular y el eje de rotación varían con el tiempo.
| La velocidad del polo en el sistema fijo del cuerpo en la polhoda es igual a la velocidad del polo en la herpolhoda respecto al sistema inercial. Por lo tanto, la polhoda y la herpolhoda son interdependientes a través de una relación de tangencia sin deslizamiento. |

Para comprobarlo, basta señalar que el sistema de inercia del cuerpo principal viene dado por los vectores unitarios o versores {\displaystyle {\hat {g}}_{1,2,3}} (de longitud uno y, por lo tanto, marcados con suprarrayado). La velocidad angular {\displaystyle {\vec {\omega }}} se usa para calcular la derivada respecto al tiempo de la base de vectores correspondientes a {\displaystyle {\dot {\hat {g}}}_{i}={\vec {\omega }}\times {\hat {g}}_{i}} y se expresa de acuerdo con {\displaystyle {\vec {\omega }}=\omega _{1}{\hat {g}}_{1}+\omega _{2}{\hat {g}}_{2}+\omega _{3}{\hat {g}}_{3}} con el sistema fijo del cuerpo. Para que no halla deslizamiento, sus velocidades instantáneas deben de coincidir, y por lo tanto, la superposición de los puntos queda determinada por su coincidencia respecto a la derivada relativa al tiempo.
En el sistema fijo al cuerpo, {\displaystyle {\vec {v}}_{P}={\dot {\omega }}_{1}{\hat {g}}_{1}+{\dot {\omega }}_{2}{\hat {g}}_{2}+{\dot {\omega }}_{3}{\hat {g}}_{3}} da la velocidad del polo en la polhoda. Al calcular la velocidad del polo {\displaystyle {\vec {v}}_{H}} en la herpolhoda, debe tenerse en cuenta la rotación de los ejes principales de inercia:
{\displaystyle {\vec {v}}_{H}={\dot {\vec {\omega }}}=\sum _{i=1}^{3}({\dot {\omega }}_{i}{\hat {g}}_{i}+\omega _{i}{\dot {\hat {g}}}_{i})=\sum _{i=1}^{3}({\dot {\omega }}_{i}{\hat {g}}_{i}+{\vec {\omega }}\times \omega _{i}{\hat {g}}_{i})={\vec {v}}_{P}}
debido a {\displaystyle {\vec {\omega }}\times {\vec {\omega }}={\vec {0}}}  (véase también la demostración en la sección Herpolhoda). Por lo tanto, la velocidad local del polo en el sistema fijo del cuerpo en la polhoda es igual a la velocidad global del polo en la herpolhoda en el sistema inercial.
| Se considera el alejamiento de los ejes principales de inercia, de modo que las velocidades angulares ω 1,2,3 deben ser como máximo cero. Entonces el polo nunca se detiene en la polhoda ni en la herpolhoda, ni cambia su sentido de movimiento. |

Según las Ecuaciones de Euler las tres componentes de la aceleración angulare nunca pueden desaparecer simultáneamente. La magnitud de la velocidad del polo en las polhodas y en las herpolhodas es {\displaystyle {\sqrt {\omega _{1}^{2}+\omega _{2}^{2}+\omega _{3}^{2}}}} y, por lo tanto, nunca puede ser cero. En consecuencia, el polo no se detiene en la polhoda ni en la herpolhoda, y ni siquiera invierte su dirección de movimiento.

## Aplicaciones
Una de las aplicaciones de la construcción de Poinsot es visualizar la rotación de una nave espacial en órbita.